# Novoli (Firenze)
Novoli è un quartiere nella zona nord-ovest di Firenze, protagonista di una grande espansione a seguito del boom edilizio degli anni cinquanta e sessanta del XX secolo. Fa parte del Quartiere 5 di Rifredi.

## Storia e descrizione
La zona, un tempo paludosa, fu poi bonificata e da ciò deriva l'antico toponimo Novoli, usato nelle mappe del Comune dal 1871. Novoli fece parte del comune del Pellegrino fino alla sua soppressione, avvenuta nel 1865, quando fu divisa tra il comune di Firenze e quello di Sesto Fiorentino (parte della parrocchia di San Cristofano); solo nel 1928, con l'ultima espansione del comune di Firenze, la località fu totalmente annessa al capoluogo.
Tra gli edifici più importanti dal punto di vista storico vanno ricordate la chiesa di Santa Maria a Novoli, quella di San Cristofano e quella di San Donato in Polverosa mentre sono andate perdute la Torre degli Agli a causa della guerra e, parzialmente, la splendida Villa Demidoff, la cui struttura originaria è ben visibile sebbene trasformata in appartamenti e uffici di moderna concezione. 
Nella zona sorgono anche il mercato ortofrutticolo, il Mercafir (mercato all'ingrosso di generi alimentari), la moderna chiesa di Santa Maria Ausiliatrice, e il nuovo polo delle Scienze Sociali dell'Università di Firenze.
Tra le ultime realizzazioni vi sono il nuovo Centro direzionale della Cassa di Risparmio di Firenze, il nuovo Palazzo di Giustizia ed il grande parco urbano di San Donato, che sorgono dove un tempo era situato uno stabilimento della Fiat.
Nel maggio 2009, su una collinetta nel parco di San Donato è stata installata una scultura in bronzo che raffigura una donna che gioca a golf, in ricordo del primo campo da golf sorto in Italia, nel 1889 nell'allora parco di villa San Donato.

## Galleria d'immagini

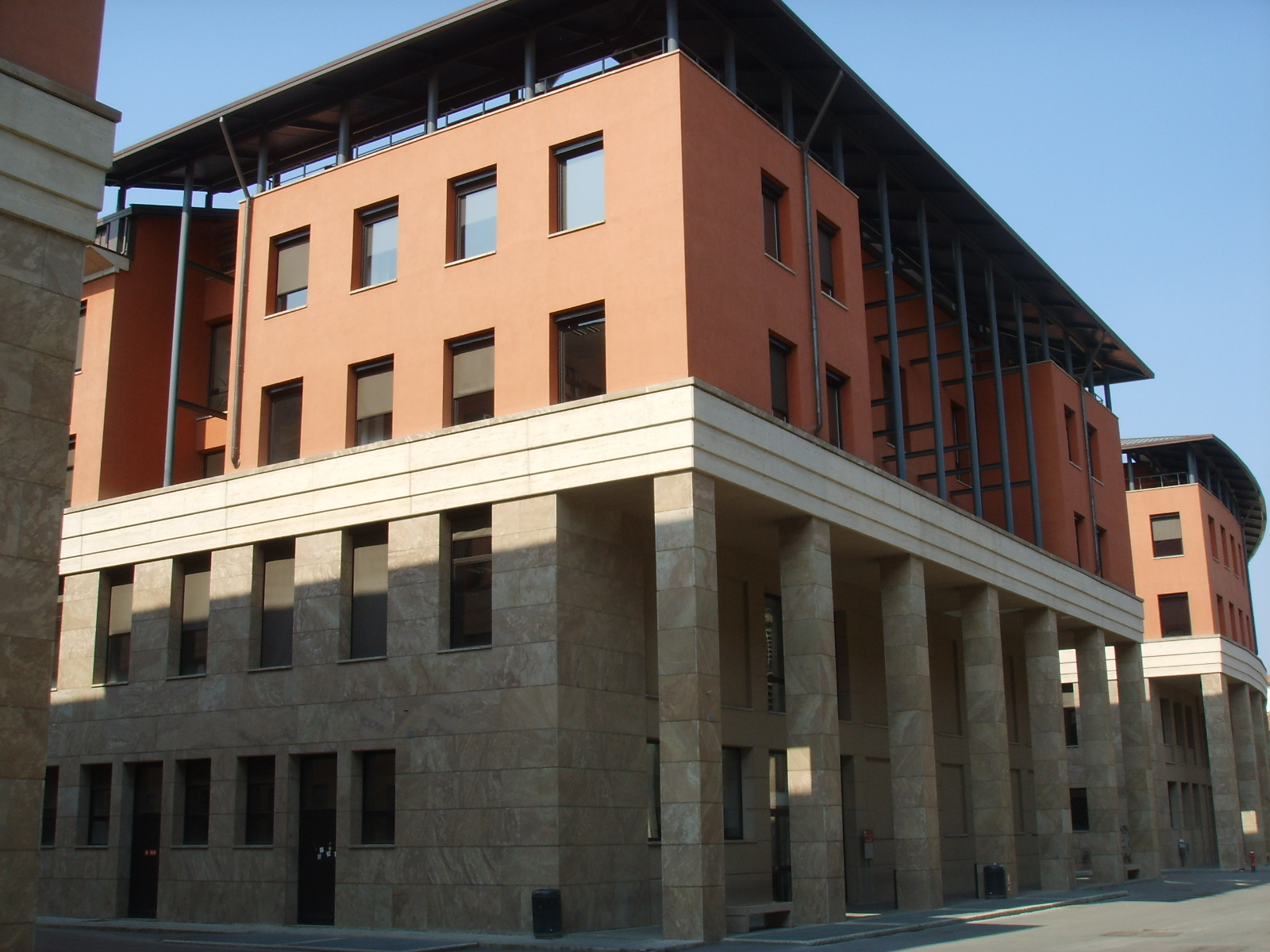
Polo delle Scienze Sociali
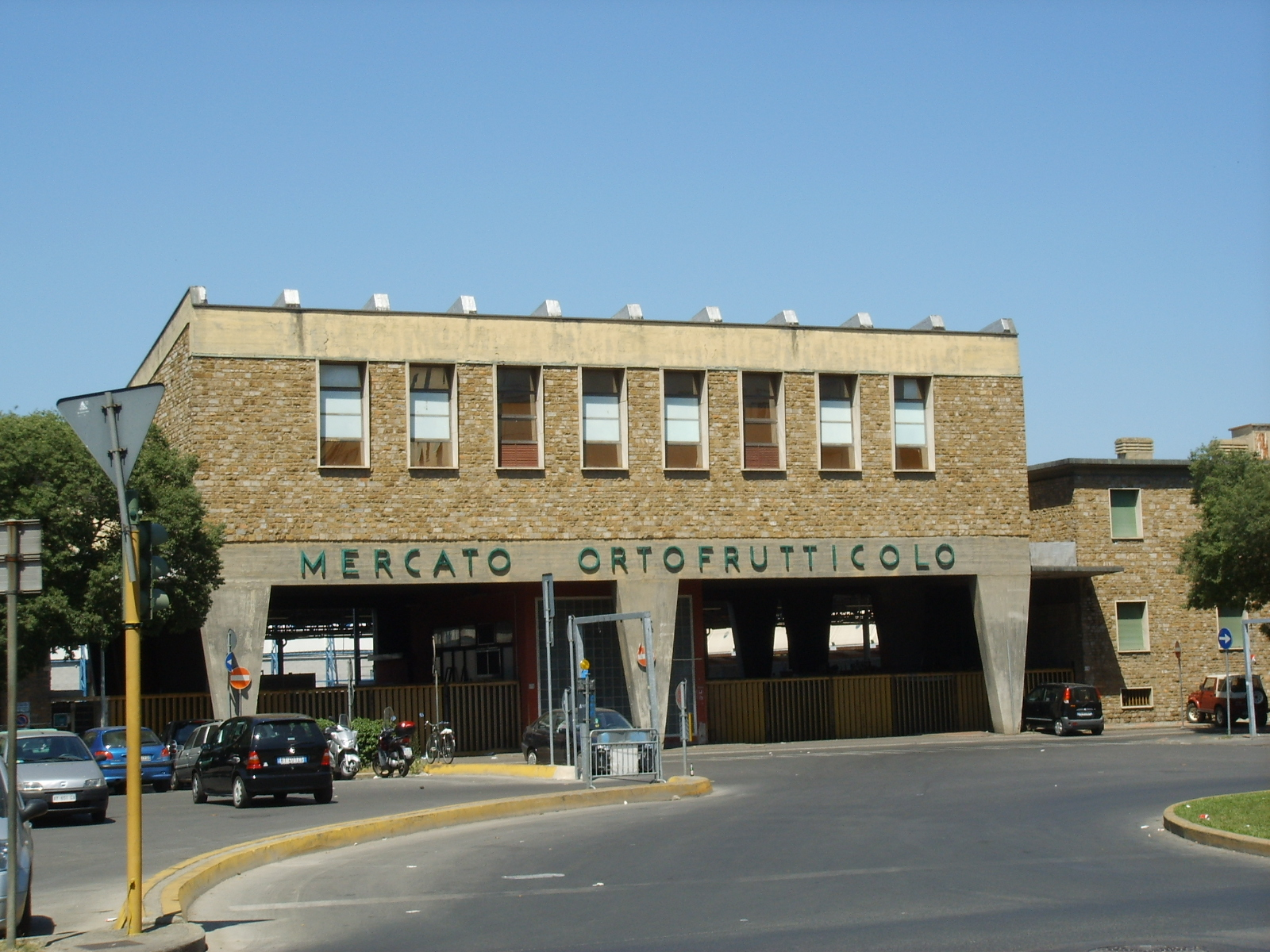
Mercato ortofrutticolo di Novoli
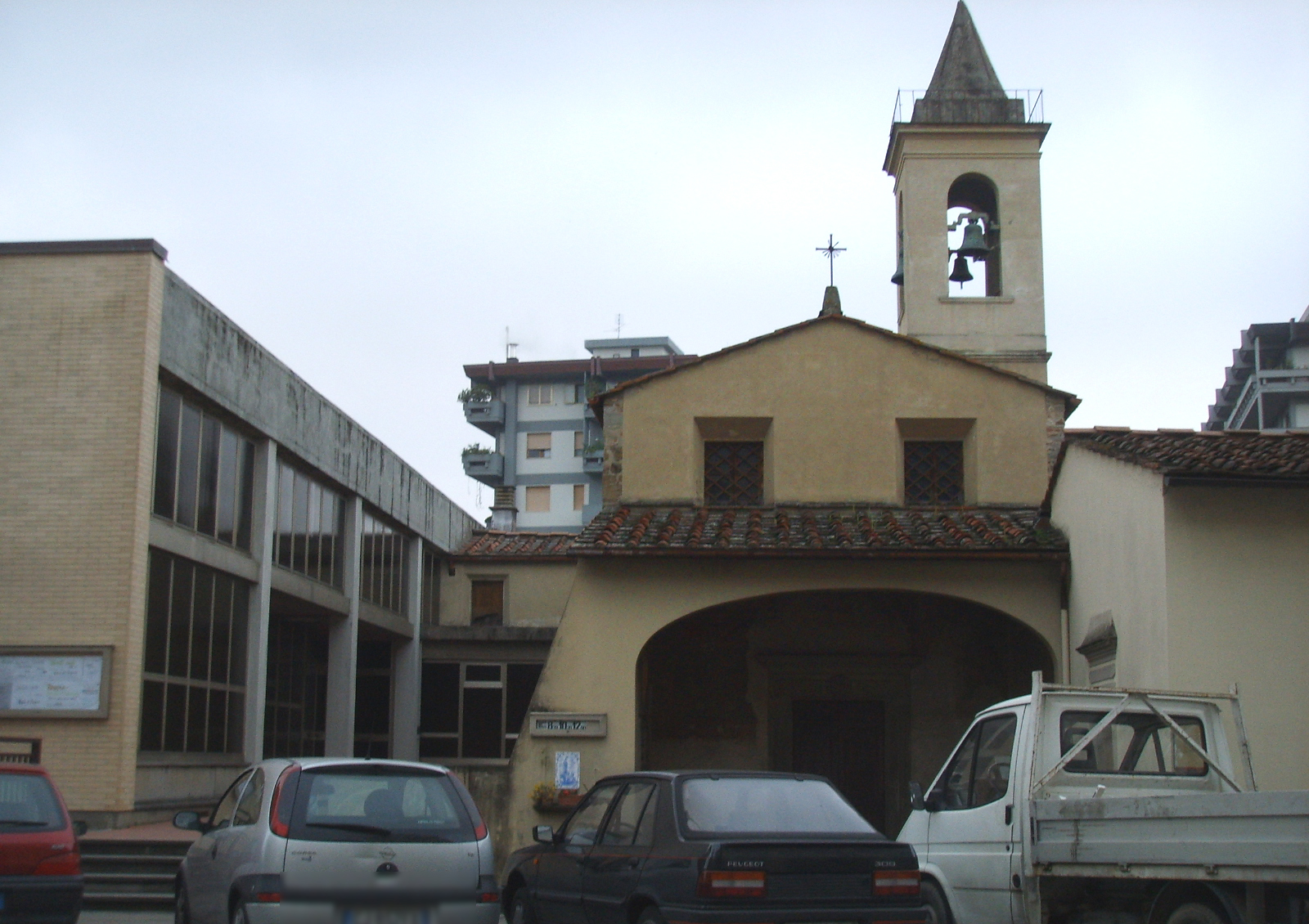
Chiesa di San Cristofano a Novoli - Parte vecchia
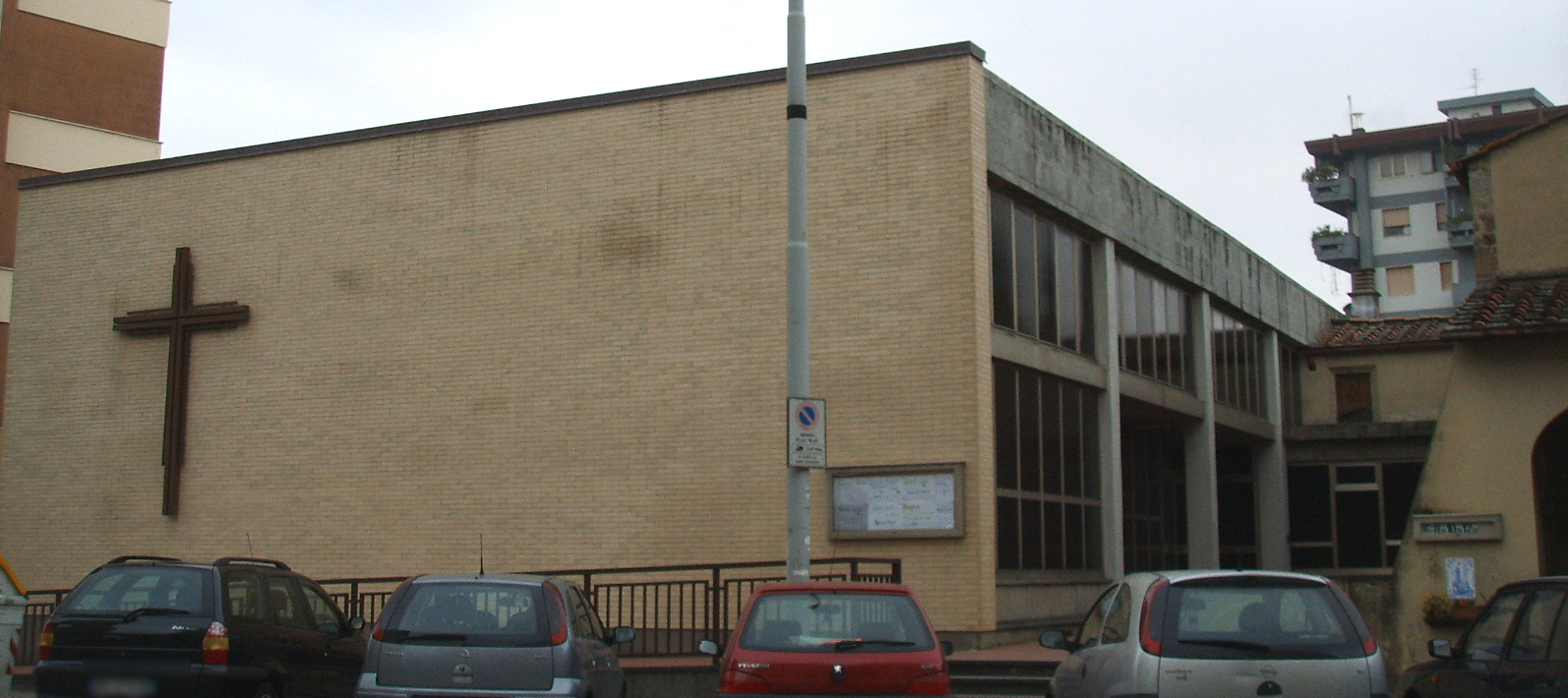
Chiesa di San Cristofano a Novoli - Parte nuova
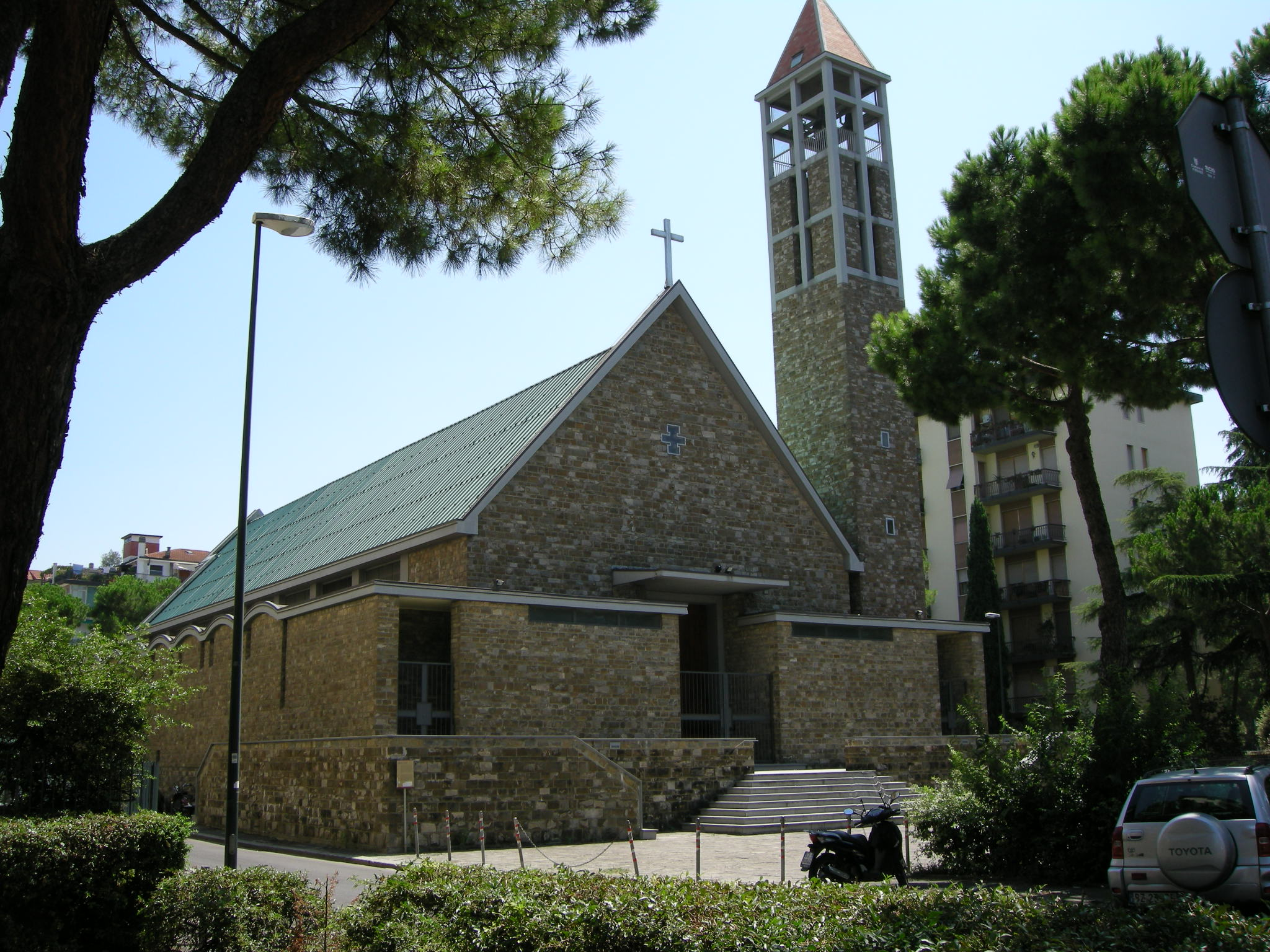
Santa Maria Ausiliatrice
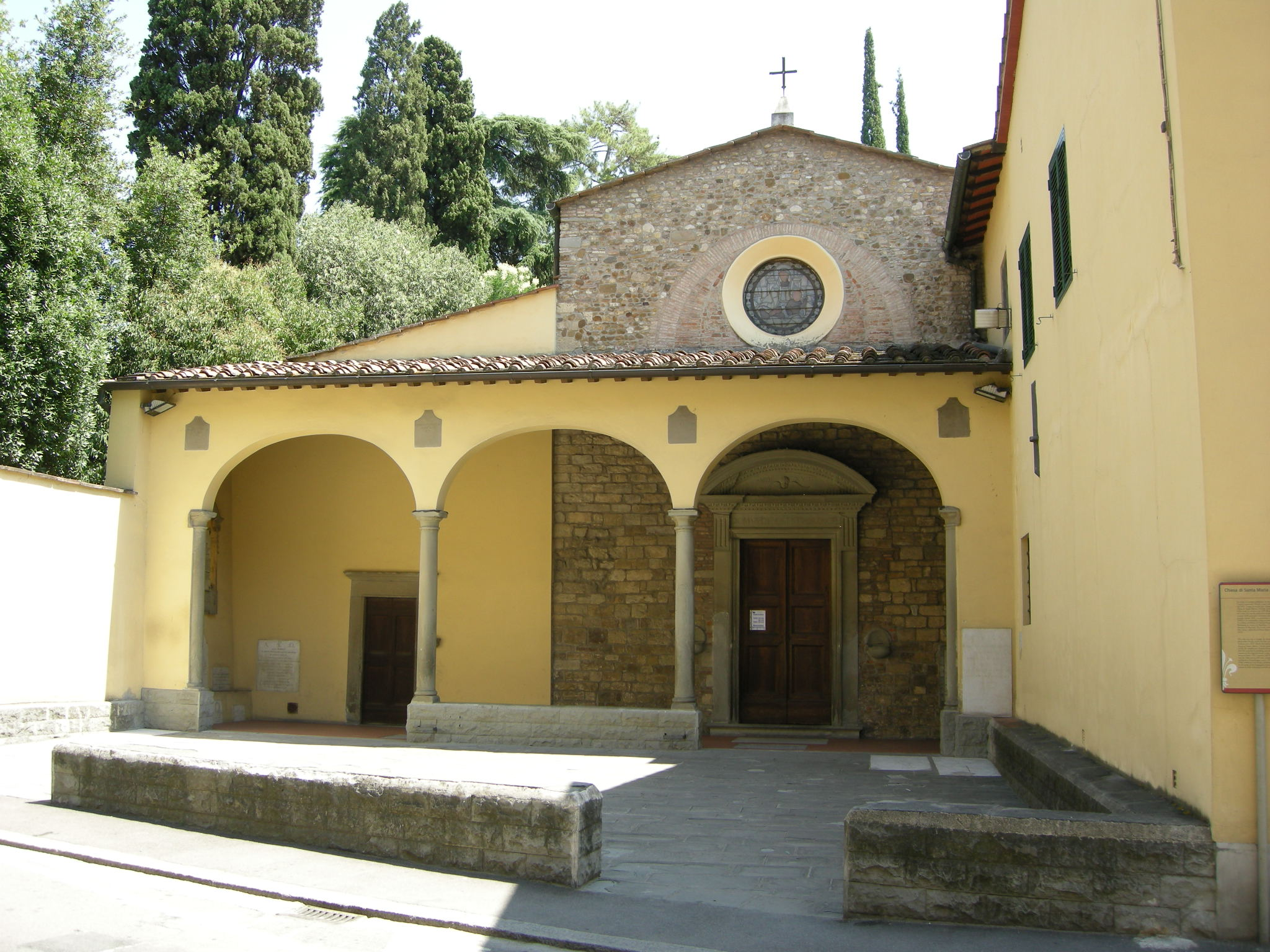
Santa Maria a Novoli
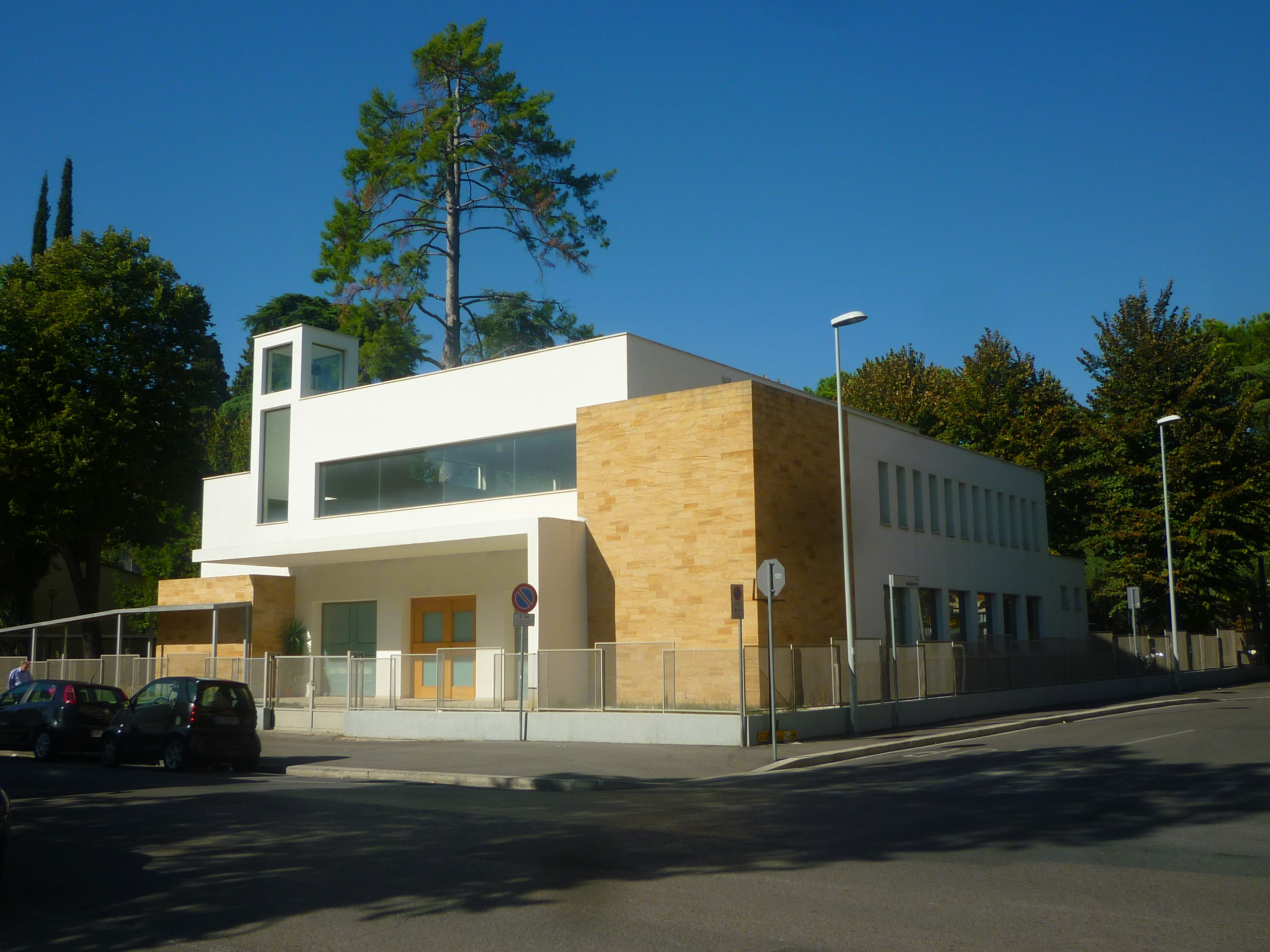
Nuova Chiesa parrocchiale in via Giardino della Bizzarria
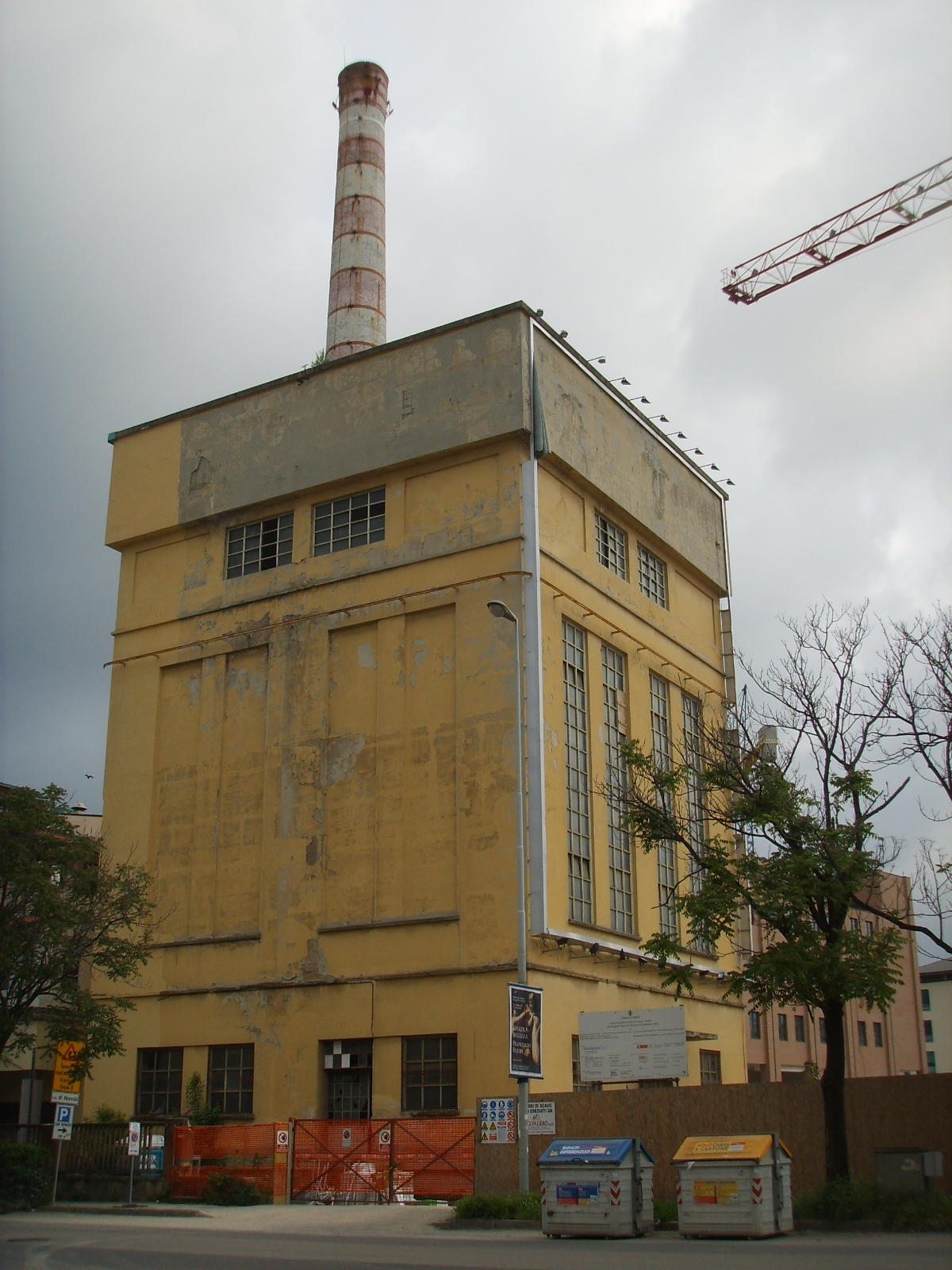
Ex stabilimento FIAT
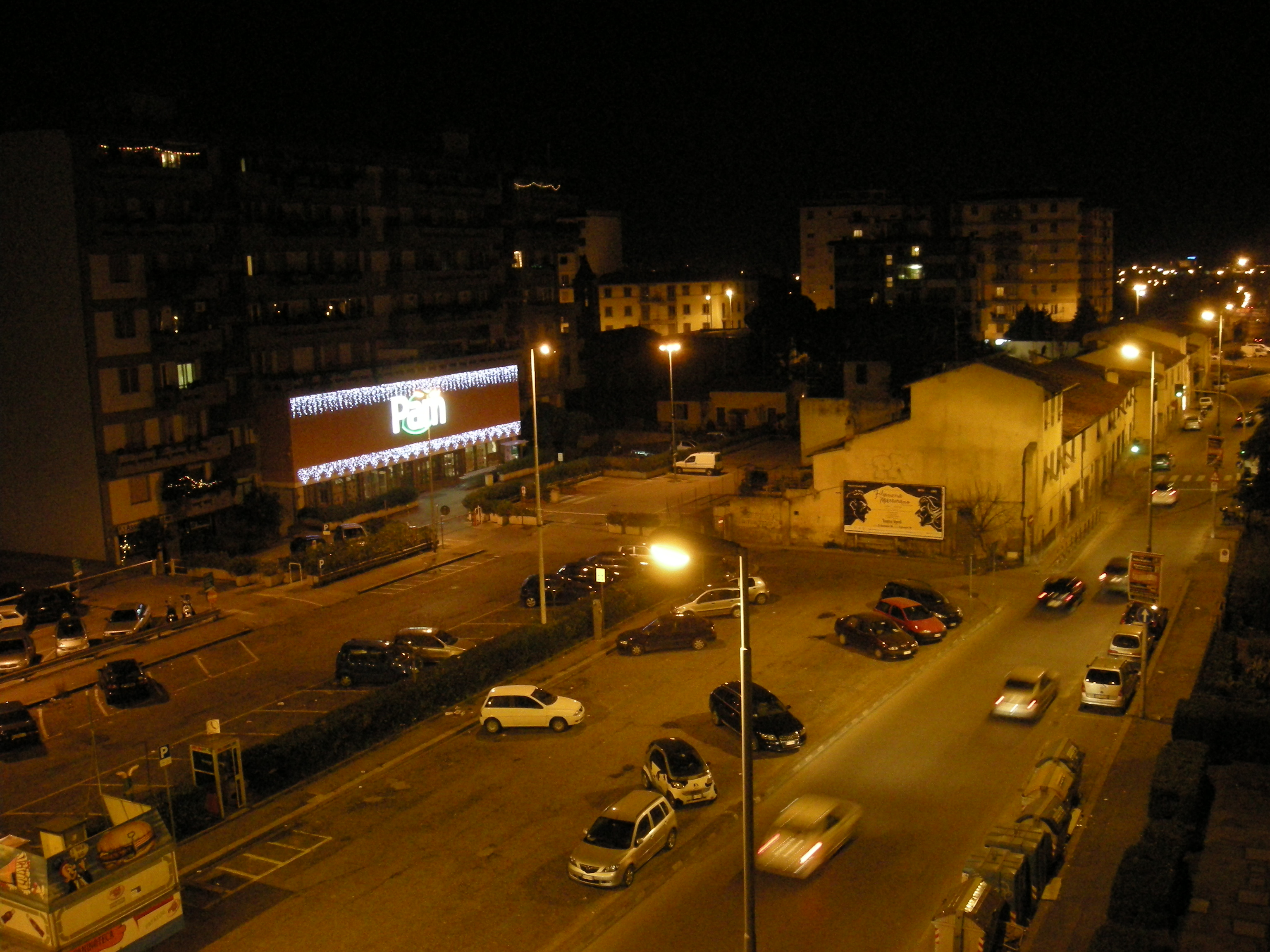
Via di Novoli di notte
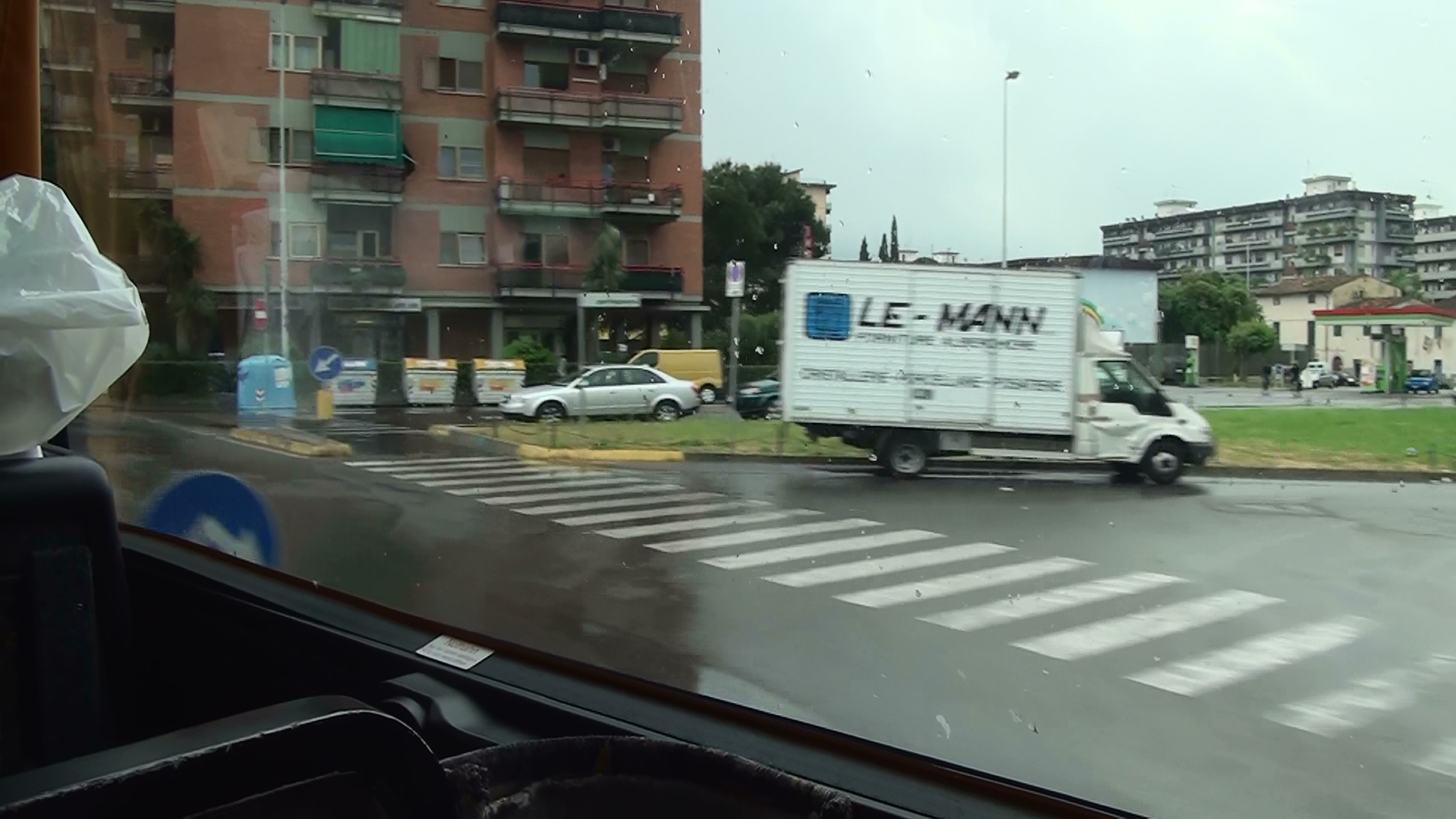
Novoli